# Ольга Анстей
О́льга Ансте́й (до шлюбу Штейнберг; 1 березня 1912, Київ — 30 травня 1985, Нью-Йорк) — американська письменниця українського походження.

## Біографія
Навчалась у Київському інституті іноземних мов.
У СРСР не друкувалась, хоча її поезії й переклади схвально сприймав поет і перекладач Максим Рильський.
1937 р. вийшла заміж за поета Івана Єлагіна, у шлюбі народилося дві доньки (перша померла немовлям).
В еміграцію Штейнберг потрапила під час Другої світової війни: Прага, Берлін, Мюнхен…
1946 року публікувала свої твори в європейських емігрантських журналах: «Грани», «Отдых», «Обозрение», «Дело», «Возрождение» та інших. 1949 року у Мюнхені побачила світ книга «Двері в стіні» — поетичний збірник, до якого увійшли вірші 1930-48 років.
Від 1950 жила в США (Нью-Йорк). Понад 20 років працювала в ООН. Розлучилася з Єлагіним, одружилася з російським літературознавцем (колишнім діячем окупаційної поліції) Б. Філіпповим (Філістинським), з яким невдовзі по тому теж розлучилася.
Як письменниця Анстей останні 35 років свого життя співпрацювала з одним із найкращих американських російськомовних видань — «Новым журналом».
Останньою збіркою поезій О. Анстей стала книга «На юру» (1976).
Серед статей та рецензій письменниці є публікації, присвячені українській літературі. Перший період свого життя вона називала київським (потім були ще німецький та американський).
Поетичний простір Анстей теж локалізований: Україна, Баварія (ФРН), Америка.